# Араповиче
Араповиче (на сръбски: Араповиће) е село в Сърбия, разположено в община Тутин, Рашки окръг. Намира се на 980 метра надморска височина. Населението му според преброяването през 2011 г. е 63 души. При преброяването на населението през 2002 г. има 61 жители, от тях 58 (95,08 %) бошняци и (4,91 %) 3 неизвестни.

## Население
Численост на населението според преброяванията през годините:
- 1948 – 190 души
- 1953 – 212 души
- 1961 – 255 души
- 1971 – 164 души
- 1981 – 185 души
- 1991 – 160 души
- 2002 – 61 души
- 2011 – 63 души